# Nanaguna variegatana
Nanaguna variegatana är en fjärilsart som beskrevs av Embrik Strand 1917. Nanaguna variegatana ingår i släktet Nanaguna och familjen trågspinnare. Inga underarter finns listade i Catalogue of Life.